# Panda (uitgeverij)
Panda was van 1970 tot 2020 een Nederlandse uitgeverij van stripverhalen, van Hans Matla.
De uitgeverij brengt vanaf de jaren 1980 de volledige werken van Marten Toonder uit in luxe albums. In december 2005 verscheen het boek (met dvd) De Tao van Toonder, waarin de levensfilosofie van Toonder uiteen wordt gezet aan de hand van zijn uitspraken in interviews.
In de jaren 1990 werden de verhalen van Eric de Noorman van Hans G. Kresse heruitgegeven in een luxe boek-uitgave.
Van 1981 tot en met 1984 gaf de uitgeverij de stripserie Delgadito van Paul Teng uit.
In 1995 verscheen een drietal luxe verzamelbundels met de 27 verhalen van de stripreeks Puk en Poppedijn van Piet Wijn, die nog nooit eerder in albumvorm waren verschenen. De verhalen waren alleen gepubliceerd in De Spiegel (1964-1969) en Prinses (1972-1974).
Op 4 juli 2020 – het 50-jarig bestaan – heeft Uitgeverij Panda haar activiteiten beëindigd. Veel van de reeksen zijn overgenomen door Uitgeverij Cliché.